# North Weston (Oxfordshire)
North Weston – przysiółek w Anglii, w Oxfordshire. Leży 16,8 km od miasta Oksfordu i 69,2 km od Londynu. W latach 1870–1872 miejscowość liczyła 70 mieszkańców.